# Куттяро (озеро, округ Соя)
Куттяро (Куттяро-Ко; яп. クッチャロ湖) — солоноватое озеро лагунного происхождения на северо-восточном побережье северной части японского острова Хоккайдо. Располагается на территории округа Соя в префектуре Хоккайдо. Относится к бассейну Охотского моря, сообщаясь с ним через реку Куттяро на востоке.

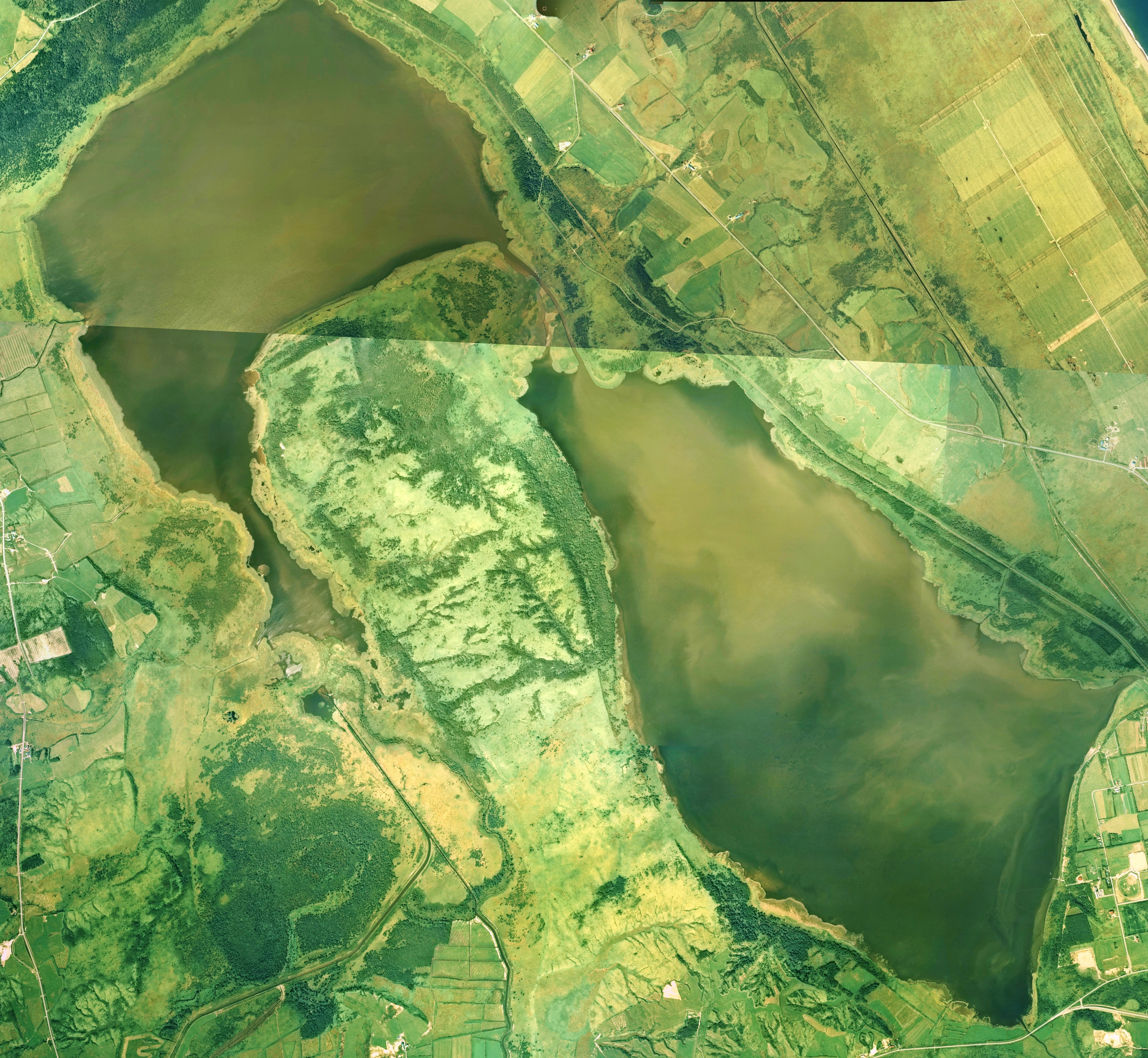
Аэрофотосъёмка озера Куттяро в 1977 году.

Куттяро относится к эвтрофным озёрам. Площадь озера составляет 13,3 км², глубина достигает 3,3 м. Протяжённость береговой линии — 30 км. Крупный полуостров, вдающийся в акваторию с южной стороны, делит озеро на две части, соединяющиеся через узкую протоку.